# Svart pigghaj
Svart pigghaj (Centroscyllium fabricii) är en hajart som först beskrevs av Johannes Theodor Reinhardt 1825.  Svart pigghaj ingår i släktet Centroscyllium och familjen lanternhajar. Inga underarter finns listade i Catalogue of Life.
Arten förekommer i Atlanten främst nära kusten i tempererade, subtropiska och subpolara regioner. Den vistas vanligen i områden som är 180 till 2250 meter djupa. Det största kända exemplaret var 92 cm lång. Könsmognaden infaller när individen är 45 till 70cm lång. Honor lägger inga ägg utan föder 4 till 40 levande ungar. De är vid födelsen 15 till 20 cm långa. Honor blir könsmogna när de är cirka 27 år gamla. Livslängden uppskattas vara 38 år.
Denna haj hamnar ibland som bifångst i fiskenät. Populationens storlek antas vara stabil. IUCN kategoriserar arten globalt som livskraftig.